# زباله دریایی

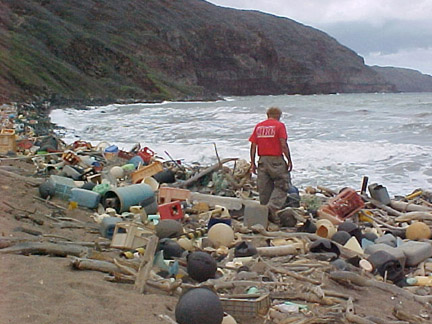
زباله‌های دریایی در سواحل هاوایی

یکی از عوامل آلودگی دریایی، زباله‌ها یا به عبارت دیگر زباله‌های دریایی هستند. ریختن زباله در دریا می‌تواند بر روی انسان‌ها و جانوران دیگر تأثیرات مخرب فراوانی داشته باشد.

## ریختن زباله

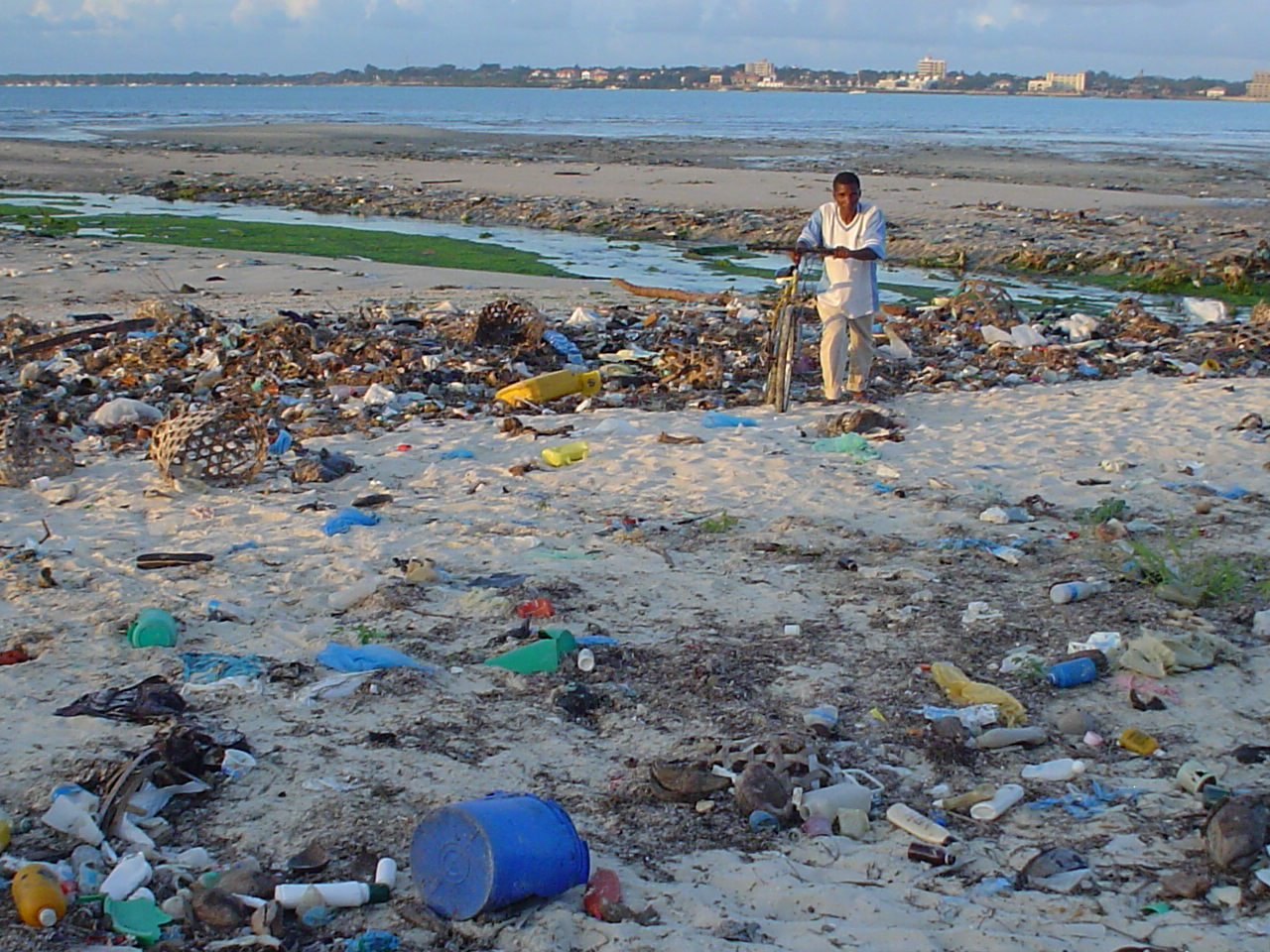
دارالسلام (تانزانیا)

برای دهه‌ها در شرق آمریکا رایج بود که زباله‌های خود را با قایق تا مناطق باز اقیانوس اطلس حمل می‌کردند و سرانجام در آن مکان می‌ریختند. حجم زیادی از مواد زاید بیمارستانی، فاضلاب و زباله در تابستان سال ۱۹۸۸ به سواحل ماساچوست تا نیوجرسی بازگشت. کنگره آمریکا در برابر اعتراضات مردمی به این موضوع یک سال بعد قانون ممنوعیت ریختن زباله در اقیانوس را تصویب کرد.
آثار آلودگی دریاها را حتی می‌توان در مرکزی‌ترین نقاط اقیانوس هم مشاهده کرد. ترهیردال کاشف و دانشمند نروژی و همراهانش توده‌هایی از ماده‌ای قهوه‌ای تا سیاه قیرگون یا آسفالت مانند از شنریزه‌هایی را که در مرکز اقیانوس اطلس پخش شده بود، دیدند. شدت آلودگی به حدی بود که او آن منطقه را به خروجی فاضلاب شهری شباهت داده بود.
علاوه بر انسان‌ها، رودهایی که به دریاها می‌ریزند و کشتی‌ها هم باعث تشکیل زباله‌های دریایی می‌شوند. تخمین زده‌اند که کشتی‌ها روزانه بیش از ۵۰۰ هزار تکه ظرف و کیسه‌های پلاستیکی در اقیانوس می‌ریزند. رودهایی که از شهرهای بزرگ صنعتی شمال اروپا عبور می‌کنند، روزانه مقدار زیادی مواد زاید و زباله را به دریای شمال می‌ریزند.

## آسیب‌ها

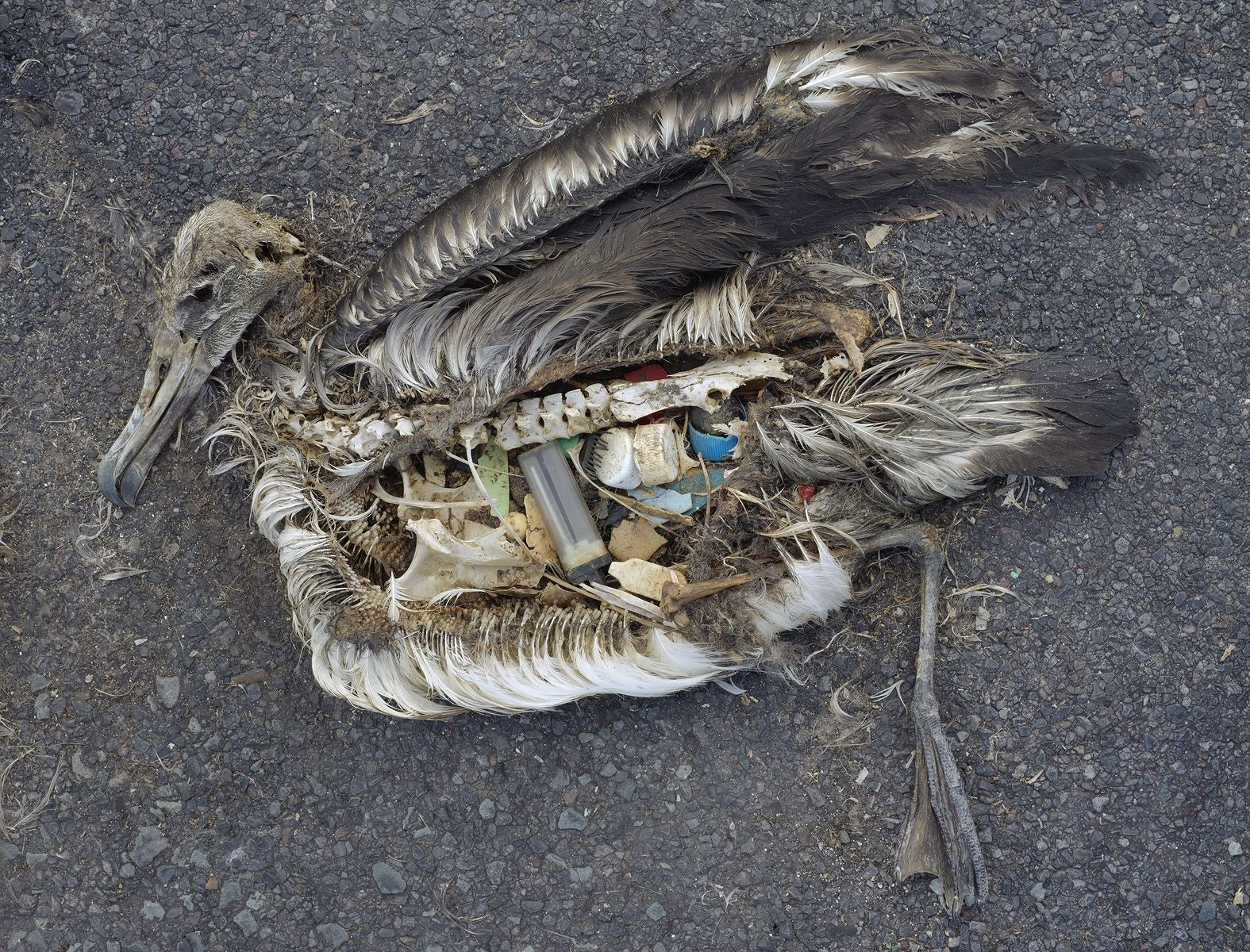
آلباتروس لیسان

آلودگی دریاها بر روی انسان‌ها و دیگر جانداران تأثیرات مخرب زیادی دارد. تاکنون ۴۲ گونه پرنده دریایی شناخته شده‌اند که پلاستیک خورده‌اند.
این بدان دلیل است که لاک پشت‌ها و پرنده‌های دریایی ممکن است به جای عروس دریایی و دیگر طعمه هایشان چیزهای کوچکی مانند پلاستیک را بخورند. بازگشت زباله‌ها به ساحل هم از آسیب‌هایی است که زباله‌های دریایی بر زندگی انسان‌ها وارد می‌کنند.